# 而连突站
而连突站位于马来西亚彭亨州而连突镇，属于东海岸线的其中一站。马来亚铁道公司是该车站的主要经营者。

## 主要路线
- 而连突至金马士
- 而连突至道北